# Mayaheros urophthalmus
Mayaheros urophthalmus là một loài cá hoàng đế được tìm thấy ở Trung Mỹ. Nó có nguồn gốc từ đông Mexico đến Nicaragua, Trung Mĩ. Nó được ghi chép lần đầu tiên ở Vườn Quốc gia Everglades, Florida vào năm 1983 và hiện là loài xâm hại ở Nam Florida.
Nó có màu nâu, đỏ và trở nên đậm hơn trong mùa sinh sản. Giống như nhiều loài động vật, màu đỏ của chúng sẽ rực rỡ khi ở trong môi trường hoang dã, nhưng chúng ta có thể giúp chúng duy trì màu bằng cách cho cá ăn thức ăn sống và thực phẩm có chứa beta-carotene (tiền thân của vitamin A) trong cơ thể. Trước đây, loài này thuộc của chi Cichlasoma.
Độ dài tối đa được ghi nhận là 39,4 cm, trong khu vực sống của nó, nó là một loại cá dùng làm thực phẩm. Chúng sinh sống ở các hồ, sông, bờ biển nhiều đá, đầm phá, cửa sông và các đảo ven biển. Khu vực giàu oxy gần thảm thực vật và trên bề mặt bùn là khu vực sinh sống ưa thích của chúng. Tuy nhiên, mặc dù thích vùng nước giàu oxy, hàm lượng hòa ít nhất là 3,5 mg/L, nó có khả năng sống sót trong vùng nước nghèo oxy.
Trung Mĩ, nó có thể sống ở vùng có biên độ nhiệt từ 18-34 độ C trong khi nhiệt độ tối ưu của nó là 28-33 độ C. Và có thể sống ở vùng nước có độ mặn lên đến 40ppt, bên cạnh đó, nó vẫn sống sót nếu độ mặn thay đổi đột ngột lên đến 15ppt.